# اختطاف الطائرات

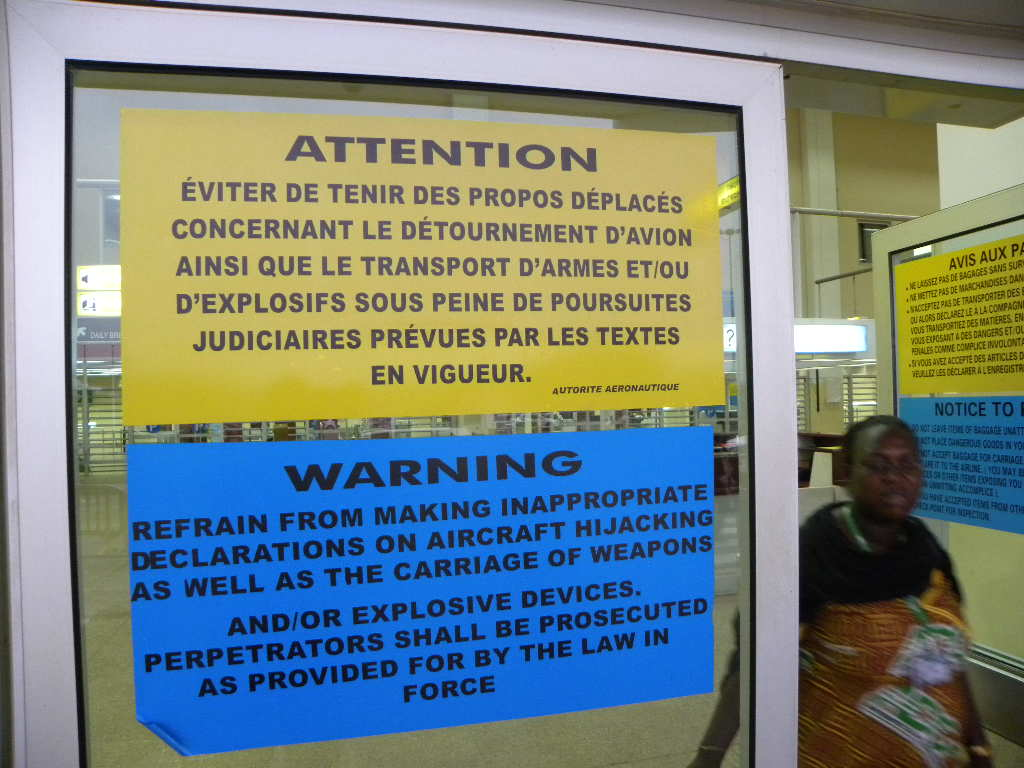
ملصقات تحذيرية في مطار بإفريقيا الوسطى مكتوب باللغتين الفرنسية والإنجليزية (يونيو 2012).

اختطاف الطائرات (بالإنجليزية: Aircraft Hijacking)‏ استيلاء فرد أو مجموعة على الطائرات بطريقة غير مشروعة. في معظم الحالات، يضطر الطيار للسفر وفقا لأوامر الخاطفين. وفي حالات نادرة يقوم الخاطفون أنفسهم بقيادة الطائرة. ولمرة واحدة على الأقل اختطفت طائرة بواسطة طيارها الرسمي.